# Itàlia central (circumscripció del Parlament Europeu)
En les Eleccions al Parlament Europeu, Itàlia central és una circumscripció  del Parlament Europeu, que inclou les regions de Laci, Marques, Toscana i Úmbria. Les altres circumscripcions són les d'Itàlia nord-oest, Itàlia nord-est, Itàlia sud i les Illes italianes.
Com les altres circumscripcions italianes, té només un objectiu de procediment d'elegir els diputats elegits dins de les llistes de partits, ja que la distribució d'escons entre els diferents partits es calcula a nivell nacional (anomenat Collegio Unico Nazionale, 'Circumscripció Nacional Única').